# KNVB Beker 1968/69
Het seizoen 1968/69 van de KNVB Beker was de 51e editie van de Nederlandse voetbalcompetitie met als inzet de KNVB Beker en een plek in de Europa Cup II.
Feijenoord werd winnaar van het toernooi, door PSV in een replay met 2-0 te verslaan, nadat de eerste finalewedstrijd met 1-1 nog onbeslist eindigde. Doordat Feijenoord tevens landskampioen was, plaatste PSV zich voor de Europacup II 1969/70. Het was voor het eerst dat een bekerfinale in een replay beslist moest worden.
Aangezien Feijenoord dit seizoen ook de Eredivisie won heeft Feijenoord voor de tweede keer in haar clubgeschiedenis de dubbel voltooid. Met haar eerdere dubbel in het Eredivisie-seizoen 1964/65 werd Feijenoord de eerste Nederlandse voetbalclub die meerdere malen de dubbel won.

## Eerste ronde
De wedstrijden in de eerste ronde werden gespeeld op 14 en 15 september 1968. 54 ploegen uit de Eredivisie, Eerste divisie en Tweede divisie namen deel. Vier ploegen uit de Eredivisie verloren hun wedstrijd: Telstar, DOS, Holland Sport en Fortuna/Sittardia. Bij NOAD – GVAV moesten de spelers na afloop letterlijk onder de douche worden weggehaald, omdat de strafschoppen niet om en om waren genomen. Net als in de foute serie won GVAV ook de opnieuw genomen strafschoppenreeks, alleen nu in een door het publiek reeds verlaten sportpark.
| Datum             | Wedstrijd                        | Uitslag                    | Scoreverloop |
| ----------------- | -------------------------------- | -------------------------- | --- |
| 14 september 1968 | PEC – Ajax                       | 0 – 4 (0 – 3)              | 6' Sjaak Swart 0-1, 15' Johan Cruijff 0-2, 42' Piet Keizer 0-3, 66' Piet Keizer 0-4                                                                                           |
| 14 september 1968 | SVV – DOS                        | 6 – 1 (2 – 1)              | 4' Leo van Veen 0-1, 25' Wout van Meeteren 1-1, 43' Aad Koudijzer 2-1, 67' Aad Koudijzer (pen) 3-1, 71' Wout van Meeteren 4-1, 75' Wout van Meeteren 5-1, 88' Ton Pansier 6-1 |
| 15 september 1968 | Baronie – N.E.C.                 | 2 – 4 (0 – 2)              | 10' Gerard Weber 0-1, 35' Chris Geutjes 0-2, 55' Peter Ressel 0-3, 71' Ad Holleman 1-3, 73' Ad Holleman 2-3, 90' Chris Geutjes 2-4                                            |
| 15 september 1968 | EDO – Go Ahead                   | 0 – 3 (0 – 2)              | 24' Gerrit Niehaus 0-1, 40' Wietse Veenstra 0-2, 88' Wietse Veenstra 0-3 |
| 15 september 1968 | AGOVV – Feijenoord               | 0 – 5 (0 – 2)              | 35' Rinus Israël 0-1, 42' Henk Wery 0-2, 51' Willem van Hanegem 0-3, 53' Wim Jansen 0-4, 72' Wim Jansen 0-5                                                                   |
| 15 september 1968 | Helmond Sport – Haarlem          | 2 – 0 (2 – 0)              | 36' Gerard van de Kerkhof 1-0, 44' Gerrie van Berlo 2-0 |
| 15 september 1968 | De Volewijckers – Fort/Sitt Comb | 1 – 0 (1 – 0)              | 25' Johan Engelsma 1-0 |
| 15 september 1968 | RBC – Vitesse                    | 0 – 1 (0 – 1)              | 28' Bram van Kerkhof 0-1 |
| 15 september 1968 | SC Gooiland – ADO                | 1 – 5 (1 – 2)              | 35' Kees Aarts 0-1, 36' Harrie Heijnen 0-2, 39' Sveto Stanišić 1-2, 48' Piet Giesen 1-3, 87' Piet de Zoete 1-4, 88' Lex Schoenmaker 1-5                                       |
| 15 september 1968 | ZFC – FC Den Bosch '67           | 5 – 2 (2 – 0)              | 15' Dirk-Jan van Zaane 1-0, 20' Jan Beelen 2-0, 55' Jan Beelen 3-0, 58' Dirk-Jan van Zaane 4-0, 65' Hans Verhagen 4-1, 85' Dirk-Jan van Zaane 5-1, 88' Hans Verhagen 5-2      |
| 15 september 1968 | De Graafschap – Blauw Wit        | 2 – 3 (1 – 2)              | 12' Franz Möllers 1-0, 14' Joop Wildbret 1-1, 25' Pim Waaijenberg 1-2, 52' Guus Hiddink 2-2, 63' Gerrit Ruimschoot 2-3                                                        |
| 15 september 1968 | SC Drente – Sparta               | 0 – 1 (0 – 1)              | 18' Jan Klijnjan 0-1 |
| 15 september 1968 | Eindhoven – Volendam             | 0 – 1 (0 – 1)              | 14' Jack Hoogland 0-1 |
| 15 september 1968 | Wageningen – NAC                 | 2 – 4 (1 – 1)              | 11' Gerrie Deijkers 0-1, 40' Jan Rorije 1-1, 62' Jan van Gorp 1-2, 64' Gerrie Deijkers 1-3, 75' Gerrie Deijkers 1-4, 88' Frans van Ernst 2-4                                  |
| 15 september 1968 | NOAD – GVAV                      | 3 – 3 n.v. (2 – 2) (2 – 1) | 25' Ad Brekelmans 1-0, 39' Keld Pedersen 1-1, 45' Bart Stovers 2-1, 87' Martin Koeman 2-2, 110' Ad Brekelmans 3-2, 115' Frans Guns 3-3 GVAV wint na strafschoppen             |
| 15 september 1968 | FC VVV – Elinkwijk               | 2 – 3 n.v. (2 – 2) (1 – 1) | 18' Wim Wijnands 1-0, 37' Dick Teunissen 1-1, 56' Bob Westra 1-2, 59' Frans Derix 2-2, 92' Dick Teunissen 2-3                                                                 |
| 15 september 1968 | Fortuna Vl – MVV                 | 0 – 1 n.v.                 | 103' Peter Pleumeekers 0-1 |
| 15 september 1968 | Veendam – FC Twente '65          | 0 – 3 (0 – 0)              | 79' Dick van Dijk 0-1, 81' Dick van Dijk (pen) 0-2, 90' Dick van Dijk 0-3 |
| 15 september 1968 | Roda JC – PSV                    | 1 – 4 (0 – 1)              | 3' Willy van der Kuijlen 0-1, 54' Willy van der Kuijlen 0-2, 77' Willy van der Kuijlen 0-3, 85' Lazar Radović 0-4, 89' Horst Gnielka 1-4                                      |
| 15 september 1968 | Hermes DVS – Heracles            | 0 – 1 (0 – 1)              | 28' André Hulshorst 0-1 |
| 15 september 1968 | Velox – D.F.C.                   | 0 – 2 (0 – 1)              | 37' Ton Kemper (pen) 0-1, 56' Frans Struis 0-2 |
| 15 september 1968 | HVC – DWS                        | 0 – 0 n.v.                 | DWS wint na strafschoppen |
| 15 september 1968 | Zwolsche Boys – AZ '67           | 0 – 2 (0 – 1)              | 33' Jan de Vries (e.d.) 0-1, 75' Chris Dekker 0-2 |
| 15 september 1968 | RCH – Willem II                  | 2 – 1 (1 – 1)              | 26' Rini Mettes 0-1, 40' Dick Meijer 1-1, 48' Dick Meijer 2-1 |
| 15 september 1968 | Excelsior – Holland Sport        | 1 – 0 (1 – 0)              | 42' Thijs Kwakkernaat 1-0 |
| 15 september 1968 | Limburgia – SC Cambuur           | 3 – 2 (1 – 0)              | 13' Willy Coolen 1-0, 52' Henny Weering 1-1, 57' Willy Coolen 2-1, 66' Willy Coolen 3-1, 83' Wim van der Heide 3-2                                                            |
| 15 september 1968 | Heerenveen – Telstar             | 3 – 1 (1 – 0)              | 35' Herman Hofstra 1-0, 51' Ruud Geestman 1-1, 65' Thomas Haan 2-1, 81' Henk Prinsen 3-1                                                                                      |

## Tweede ronde
De dertien wedstrijden in de tweede ronde vonden plaats op 10 november 1968. PSV had een bye. AZ '67 uit de Eredivisie werd uitgeschakeld door de twee divisies lager spelende streekgenoot ZFC. Eerstedivisionist Heracles was te sterk voor NAC.
GVAV en D.F.C. bekerden ondanks hun nederlaag na loting als lucky losers toch door.
| Datum            | Wedstrijd              | Uitslag                    | Scoreverloop |
| ---------------- | ---------------------- | -------------------------- | --- |
| 27 oktober 1968  | ADO – Blauw Wit        | 4 – 2 (1 – 1) (1 – 0) n.v. | 31' Harrie Heijnen 1-0, 55' Felix Muller 1-1, 95' Richard Schemmekes 1-2, 97' Piet Giesen 2-2, 113' Aad Mansveld 3-2, 115' Lex Schoenmaker 4-2 |
| 9 november 1968  | Ajax – De Volewijckers | 5 – 0 (2 – 0)              | 23' Sjaak Swart 1-0, 36' Klaas Nuninga 2-0, 55' Henk Groot 3-0, 60' Johan Cruijff 4-0, 67' Johan Cruijff 5-0                                   |
| 10 november 1968 | Elinkwijk – Vitesse    | 1 – 2 (0 – 1)              | 34' Bram van Kerkhof 0-1, 73' Henk (Charly) Bosveld 0-2, 80' Cees Loffeld 1-2                                                                  |
| 10 november 1968 | ZFC – AZ '67           | 1 – 0 (0 – 0)              | 15' Dirk-Jan van Zaane 1-0 |
| 10 november 1968 | RCH – Helmond Sport    | 1 – 1 n.v. (1 – 1) (1 – 0) | 18' Ton Smit 1-0, 63' Wim van den Berk 1-1 RCH wint na strafschoppen                                                                           |
| 10 november 1968 | N.E.C. – MVV           | 2 – 0 (1 – 0)              | 40' Chris Geutjes 1-0, 51' Peter Ressel 2-0 |
| 10 november 1968 | Sparta – SVV           | 2 – 1 (1 – 0)              | 44' Arie van der Sluis 1-0, 64' Jan Klijnjan 2-0, 69' Aad Koudijzer 2-1                                                                        |
| 10 november 1968 | NAC – Heracles         | 1 – 1 n.v. (1 – 1) (1 – 1) | 8' Jan van Gorp (pen) 1-0, 14' Hans Roordink 1-1 Heracles wint na strafschoppen                                                                |
| 10 november 1968 | Heerenveen – Excelsior | 2 – 1 n.v. (1 – 1) (1 – 1) | 28' Wiebe de Jong 1-0, 38' Eddy Blok 1-1, 93' Henk Zoetendal 2-1                                                                               |
| 10 november 1968 | Limburgia – Volendam   | 1 – 3 (1 – 0)              | 6' Willy Coolen 1-0, 53' Johan Pelk 1-1, 84' Meeuwis Majoor 1-2, 88' Jan Bond 1-3                                                              |
| 10 november 1968 | FC Twente '65 – GVAV   | 2 – 1 (0 – 0)              | 51' Henk Houwaart 1-0, 59' Jan Jeuring 2-0, 86' Peter Eimers 2-1                                                                               |
| 10 november 1968 | DWS – Go Ahead         | 1 – 0 (1 – 0)              | 7' Rob Rensenbrink 1-0 |
| 10 november 1968 | D.F.C. – Feijenoord    | 0 – 4 (0 – 3)              | 6' Henk Wery 0-1, 30' Ruud Geels 0-2, 33' Paja Samardžić 0-3, 85' Willem van Hanegem 0-4                                                       |

## Derde ronde
| Datum        | Wedstrijd            | Uitslag                    | Scoreverloop |
| ------------ | -------------------- | -------------------------- | --- |
| 9 maart 1969 | Ajax – Feijenoord    | 1 – 2 (1 – 1)              | 34' Ove Kindvall 0-1, 39' Ton Pronk 1-1, 78' Ove Kindvall 1-2 |
| 9 maart 1969 | Heerenveen – Vitesse | 1 – 2 n.v. (1 – 1) (0 – 1) | 23' Chris de Vries 0-1, 52' Thomas Haan 1-1, 112' Piet van Kerkhof 1-2                                                                                                |
| 9 maart 1969 | Sparta – ZFC         | 3 – 0 (2 – 0)              | 14' Miel Pijs 1-0, 36' Miel Pijs 2-0, 83' Arnold (Nol) Heijerman 3-0                                                                                                  |
| 9 maart 1969 | RCH – D.F.C.         | 0 – 2 (0 – 1)              | 30' Jan van Sluijsdam 0-1, 74' Josip Šimoković 0-2 |
| 9 maart 1969 | N.E.C. – ADO         | 2 – 1 n.v. (1 – 1) (1 – 1) | 7' Chris Geutjes 1-0, 8' Harrie Heijnen 1-1, 106' Chris Geutjes 2-1                                                                                                   |
| 9 maart 1969 | Volendam – Heracles  | 1 – 2 (0 – 0)              | 60' Pavle Dolezar 0-1, 75' André Hulshorst 0-2, 88' Jack Hoogland 1-2                                                                                                 |
| 9 maart 1969 | GVAV – PSV           | 1 – 5 (1 – 2)              | 26' Keld Pedersen 1-0, 40' Wim van den Dungen 1-1, 44' Wim van den Dungen 1-2, 54' Willy van der Kuijlen 1-3, 72' Bent Schmidt Hansen 1-4, 88' Wim van den Dungen 1-5 |
| 9 maart 1969 | FC Twente '65 – DWS  | 1 – 1 n.v. (0 – 0)         | 91' René Notten 1-0, 100' Kick van der Vall 1-1 DWS wint na strafschoppen                                                                                             |

## Kwartfinales
| Datum       | Wedstrijd           | Uitslag       | Scoreverloop |
| ----------- | ------------------- | ------------- | --- |
| 4 mei 1969  | Vitesse – PSV       | 0 – 7 (0 – 4) | 20' Bent Schmidt Hansen 0-1, 25' Willy van der Kuijlen 0-2, 35' Willy van der Kuijlen 0-3, 38' Bent Schmidt Hansen 0-4, 60' Bent Schmidt Hansen 0-5, 62' Bent Schmidt Hansen 0-6, 75' Willy van der Kuijlen 0-7 |
| 20 mei 1969 | D.F.C. – Sparta     | 0 – 1 (0 – 1) | 86' Arnold (Nol) Heijerman 0-1 |
| 20 mei 1969 | DWS – Heracles      | 4 – 3 (1 – 2) | 8' Frans Geurtsen 1-0, 20' André Hulshorst 1-1, 34' Hans Roordink 1-2, 52' Rob Rensenbrink 2-2, 58' Finn Seemann 3-2, 67' André Hulshorst 3-3, 89' Rob Rensenbrink 4-3                                          |
| 20 mei 1969 | Feijenoord – N.E.C. | 4 – 1 (2 – 0) | 32' Henk Wery 1-0, 42' Coen Moulijn 2-0, 51' Henk Wery 3-0, 61' Rob Lelieveld 3-1, 86' Frans van der Heide 4-1                                                                                                  |

## Halve finales
De halve finale tussen PSV en Sparta werd beslist in een replay, nadat de eerste wedstrijd in een gelijkspel eindigde. De mogelijkheid van een replay gold enkel in de halve finale en finale. In eerdere ronden werd een beslissing door middel van strafschoppen afgedwongen.
| Datum                         | Wedstrijd        | Uitslag                    | Scoreverloop                                                                  |
| ----------------------------- | ---------------- | -------------------------- | ----------------------------------------------------------------------------- |
| 4 juni 1969                   | Feijenoord – DWS | 3 – 1 (2 – 0)              | 4' Ruud Geels 1-0, 9' Ruud Geels 2-0, 49' Henk Wery 3-0, 69' Jos Dijkstra 3-1 |
| 4 juni 1969 terrein Willem II | PSV – Sparta     | 1 – 1 n.v. (1 – 1) (0 – 1) | 9' Stef Walbeek 0-1, 80' Hans Eijkenbroek (e.d.) 1-1                          |
| 8 juni 1969 terrein Willem II | PSV – Sparta     | 1 – 0 (1 – 0)              | 40' Wim van den Dungen 1-0                                                    |

## Finale
De finale was de eerste en de enige keer dat PSV en Feijenoord in een bekereindstrijd tegenover elkaar stonden. Nadat op 11 juni 1969 de wedstrijd ondanks een verlenging in een 1-1 gelijkspel eindigde, volgde drie dagen later een replay. Feijenoord won de tweede wedstrijd met 2-0, waarmee het de dubbel pakte. Voor PSV was dit de vierde bekerwedstrijd in elf dagen tijd, aangezien de halve finale tegen Sparta ook pas na een replay beslist werd.
Omdat Feijenoord reeds landskampioen was, kreeg PSV het recht uit te komen in de Europacup II 1969/70.
|                                |               |                      |                   |                                                                                 |
| 11 juni 1969 Finale KNVB Beker | Feijenoord    | 1 – 1 (1 – 1, 1 – 0) | PSV               | Stadion Feijenoord, Rotterdam Toeschouwers: 56.321 Scheidsrechter: Jef Dorpmans |
| 11 juni 1969 Finale KNVB Beker | Henk Wery 27' |                      | 77' Lazar Radović | Stadion Feijenoord, Rotterdam Toeschouwers: 56.321 Scheidsrechter: Jef Dorpmans |

| Feijenoord    |  |                        |                           |
|               |  |                        |                           |
| DM            |  | Eddy Pieters Graafland | Werd van het veld gehaald |
|               |  | Piet Romeijn           |                           |
|               |  | Rinus Israël           |                           |
|               |  | Theo Laseroms          |                           |
|               |  | Cor Veldhoen           |                           |
|               |  | Guus Haak              |                           |
|               |  | Wim Jansen             |                           |
|               |  | Henk Wery              |                           |
|               |  | Ove Kindvall           |                           |
|               |  | Ruud Geels             | Werd van het veld gehaald |
|               |  | Coen Moulijn           |                           |
| Wisselspeler: |  |                        |                           |
|               |  | Eddy Treijtel          | Werd in het veld gebracht |
|               |  | Frans van der Heide    | Werd in het veld gebracht |
| Trainer:      |  |                        |                           |
| Ben Peeters   |  |                        |                           |

| PSV           |  |                       |                           |
|               |  |                       |                           |
| DM            |  | Pim Doesburg          |                           |
|               |  | Wim van den Dungen    |                           |
|               |  | Pleun Strik           |                           |
|               |  | Daan Schrijvers       |                           |
|               |  | Sjef Blatter          |                           |
|               |  | Lazar Radović         |                           |
|               |  | Kresten Bjerre        |                           |
|               |  | Bent Schmidt Hansen   |                           |
|               |  | Jacques van Stippent  |                           |
|               |  | Willy van der Kuijlen |                           |
|               |  | Willy Senders         | Werd van het veld gehaald |
| Wisselspeler: |  |                       |                           |
|               |  | Hendrik Schalks       | Werd in het veld gebracht |
| Trainer:      |  |                       |                           |
| Kurt Linder   |  |                       |                           |

|                                |                                      |               |     |                                                                                 |
| 14 juni 1969 Finale KNVB Beker | Feijenoord                           | 2 – 0 (0 – 0) | PSV | Stadion Feijenoord, Rotterdam Toeschouwers: 56.949 Scheidsrechter: Jef Dorpmans |
| 14 juni 1969 Finale KNVB Beker | Willem van Hanegem 47' Henk Wery 84' |               |     | Stadion Feijenoord, Rotterdam Toeschouwers: 56.949 Scheidsrechter: Jef Dorpmans |

| Feijenoord  |  |                    |
|             |  |                    |
| DM          |  | Eddy Treijtel      |
|             |  | Piet Romeijn       |
|             |  | Rinus Israël       |
|             |  | Theo Laseroms      |
|             |  | Cor Veldhoen       |
|             |  | Guus Haak          |
|             |  | Wim Jansen         |
|             |  | Willem van Hanegem |
|             |  | Henk Wery          |
|             |  | Ove Kindvall       |
|             |  | Coen Moulijn       |
| Trainer:    |  |                    |
| Ben Peeters |  |                    |

| PSV           |  |                       |                           |
|               |  |                       |                           |
| DM            |  | Pim Doesburg          |                           |
|               |  | Wim van den Dungen    |                           |
|               |  | vPleun Strik          |                           |
|               |  | Daan Schrijvers       |                           |
|               |  | Sjef Blatter          |                           |
|               |  | Lazar Radović         |                           |
|               |  | Kresten Bjerre        |                           |
|               |  | Bent Schmidt Hansen   |                           |
|               |  | Jacques van Stippent  | Werd van het veld gehaald |
|               |  | Willy van der Kuijlen |                           |
|               |  | Willy Senders         |                           |
| Wisselspeler: |  |                       |                           |
|               |  | Nico Mares            | Werd in het veld gebracht |
| Trainer:      |  |                       |                           |
| Kurt Linder   |  |                       |                           |

| KNVB Beker 1968/69      |
| ----------------------- |
| Feijenoord Vierde titel |

## Topscorers
| # | Naam                  | Club       | Goals |
| - | --------------------- | ---------- | ----- |
| 1 | Henk Wery             | Feijenoord | 7     |
| 1 | Willy van der Kuijlen | PSV        | 7     |
| 3 | Chris Geutjes         | N.E.C.     | 5     |
| 3 | Bent Schmidt Hansen   | PSV        | 5     |
| 5 | Willy Coolen          | Limburgia  | 4     |
| 5 | Wim van den Dungen    | PSV        | 4     |
| 5 | Dirk-Jan van Zaane    | ZFC        | 4     |

Seizoenen: 1898/99 · 1899/00 · 1900/01 · 1901/02 · 1902/03 · 1903/04 · 1904/05 · 1905/06 · 1906/07 · 1907/08 · 1908/09 · 1909/10 · 1910/11 · 1911/12 · 1912/13 · 1913/14 · 1914/15 · 1915/16 · 1916/17 · 1917/18 · 1918/19 · 1919/20 · 1920/21 · 1921/22 · 1922/23 · 1923/24 · 1925 · 1925/26 · 1926/27 · 1927/28 · 1928/29 · 1929/30 · 1930/31 · 1931/32 · 1932/33 · 1933/34 · 1934/35 · 1935/36 · 1936/37 · 1937/38 · 1938/39 · 1939/40 · 1940/41 · 1941/42 · 1942/43 · 1943/44 · 1944/45 · 1945/46 · 1946/47 · 1947/48 · 1948/49 · 1949/50 · 1950/51 · 1951/52 · 1952/53 · 1953/54 · 1954/55 · 1955/56 · 1956/57 · 1957/58 · 1958/59 · 1959/60 · 1960/61 · 1961/62 · 1962/63 · 1963/64 · 1964/65 · 1965/66 · 1966/67 · 1967/68 · 1968/69 · 1969/70 · 1970/71 · 1971/72 · 1972/73 · 1973/74 · 1974/75 · 1975/76 · 1976/77 · 1977/78 · 1978/79 · 1979/80 · 1980/81 · 1981/82 · 1982/83 · 1983/84 · 1984/85 · 1985/86 · 1986/87 · 1987/88 · 1988/89 · 1989/90 · 1990/91 · 1991/92 · 1992/93 · 1993/94 · 1994/95 · 1995/96 · 1996/97 · 1997/98 · 1998/99 · 1999/00 · 2000/01 · 2001/02 · 2002/03 · 2003/04 · 2004/05 · 2005/06 · 2006/07 · 2007/08 · 2008/09 · 2009/10 · 2010/11 · 2011/12 · 2012/13 · 2013/14 · 2014/15 · 2015/16 · 2016/17 · 2017/18 · 2018/19 · 2019/20 · 2020/21 · 2021/22 · 2022/23 · 2023/24 · 2024/25
Finales: 2013 · 2014 · 2015 · 2016 · 2017 · 2018 · 2019 · 2020 · 2021 · 2022 · 2023 · 2024
Nederland: Eredivisie · Eerste divisie · Tweede divisie · Derde divisie/Topklasse · KNVB Beker
Europa: Champions League · Europa Cup I · Europa Cup II · Europa League · UEFA Cup · Jaarbeursstedenbeker · Intertoto Cup